# Cacomantis castaneiventris
Cacomantis castaneiventris е вид птица от семейство Cuculidae.

## Разпространение
Видът е разпространен в Австралия, Индонезия и Папуа Нова Гвинея.